# Alfons z Braganzy
Alfons 1. vévoda z Braganzy (portugalsky Afonso I, Duque de Bragança, 10. srpna 1377 Estremoz – 15. prosince 1461 Chaves) byl nemanželský syn portugalského krále Jana I. z jeho vztahu s Inês Piresovou.

## Život

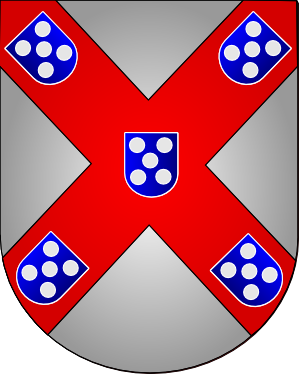
Erb vévody z Braganzy

Kvůli svému nemanželskému původu byl vyloučen z následnictví trůnu (jeho manželský nevlastní bratr Eduard I. nastoupil na trůn po jejich otci), požíval však vysoké vážnosti u dvora i ze strany krále.
V roce 1401 se oženil s Beatrix Pereirou de Alvim, dědičkou válečného hrdiny Nuna Álvarese Pereiry, jehož obrovským majetkem mohl následně disponovat. Petr Portugalský jej v roce 1442 povýšil na vévodu z Braganzy. Členové této původně nemanželské vedlejší královské linie se v dalších generacích opakovaně manželsky spojovali s dynastií Avizů.
Alfons z Braganzy měl dceru Isabelu, která se později vdala za svého strýce Jana (mladšího manželského syna krále Jana I.), a stala se babičkou pozdější španělské královny Isabely Kastilské.